# Camerino
Camerino è un comune italiano di 5 962 abitanti della provincia di Macerata nelle Marche.
È noto soprattutto per la presenza dell'Università fondata in età medievale.

## Geografia fisica

### Territorio

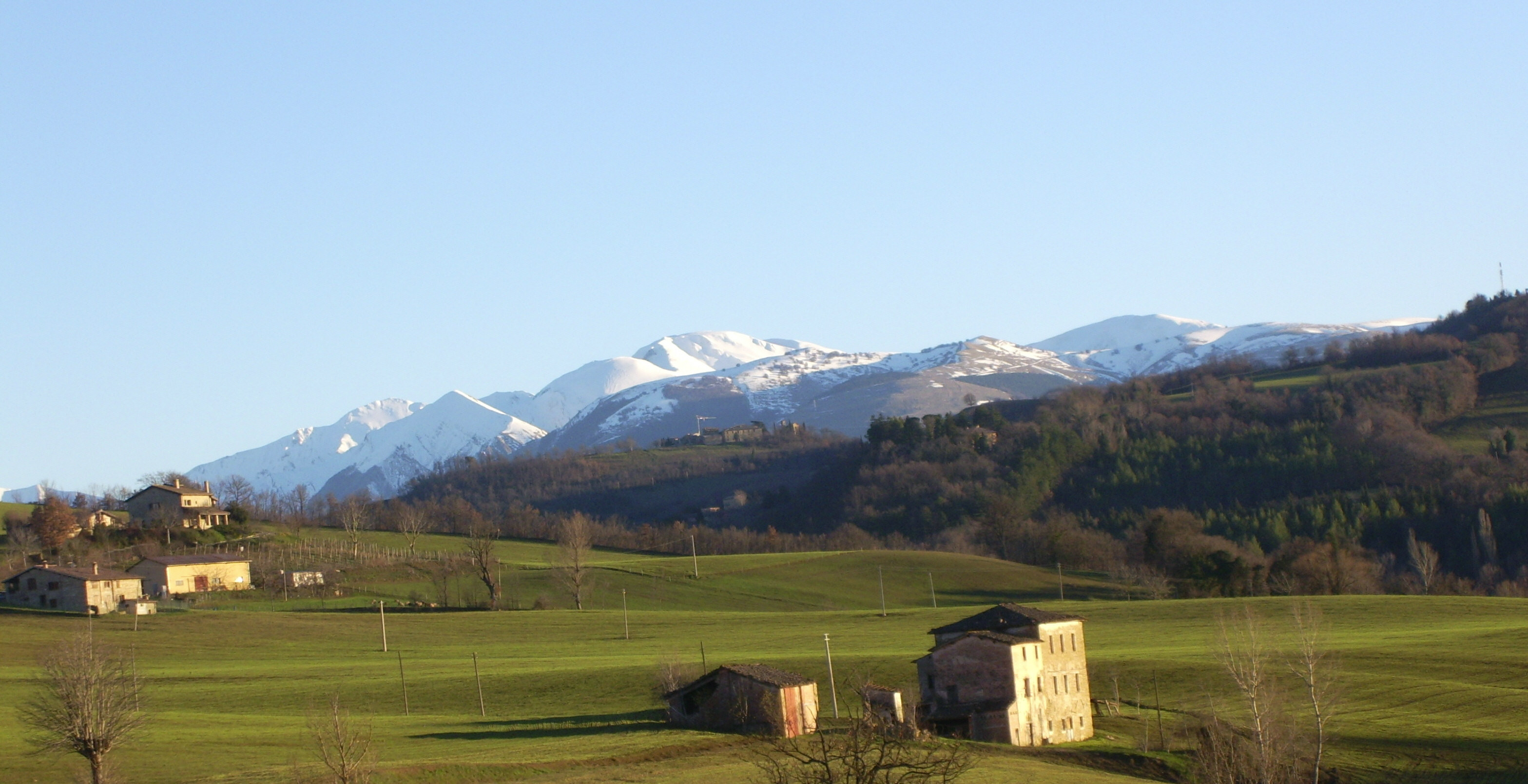
La campagna di Camerino

La cittadina di Camerino è situata tra le valli del Chienti e del Potenza, in una suggestiva posizione su di un colle al centro della zona montana della provincia di Macerata, chiusa a sud dal massiccio dei Monti Sibillini e a nord dal Monte San Vicino. Il territorio è caratterizzato per la maggior parte da un paesaggio collinare, con una gradevole alternanza di campi coltivati, piccoli boschi e querce secolari.

### Clima
Camerino, data l'altitudine (661 m s.l.m.) e la posizione, risente di un clima continentale umido, tipicamente sub-appenninico. Le precipitazioni annue ammontano a 1042 mm, con massimi tra l'autunno e la primavera. La sua esposizione a est-nord-est, solo parzialmente limitata dalle montagne che la separano dalla costa, fa sì che d'inverno venga interessata da nevicate frequenti e spesso molto abbondanti. Le estati sono calde, ma mitigate nei valori minimi e raramente afose. Molti i temporali pomeridiano-serali.
La temperatura media di gennaio si aggira sui +2 °C e quella di luglio sui +22 °C.

### Urbanistica
(Ugo Betti)
La vecchia città, il centro storico accresciuto nei borghi, vive di toni sommessi e caldi; la pietra si alterna al cotto all'intonaco rosato, ocra, arancio. La compattezza, il colore, la grana dell'arenaria variano: da Serrapetrona proveniva pietra rosa; da Morro pietra rossastra; da Massaprofoglio, Valcimarra, Campolarzo pietra biancastra; da San Luca, Mergano, Valeano, Paganico pietra calcarea argillosa. L'uso frequente dei laterizi risolve in gioco di equilibrio arenaria-mattone tutta l'edilizia camerte. Gli agenti atmosferici scavano in continuazione. Pertanto l'intonaco si impone come salvaguardia e decorazione; spessissimo gli edifici presentano portali, zoccolo, capitelli, cornici di porte del morto, mascheroni o solo brani intatti di muro.
Così la città conserva toni medi che fondono in ogni stagione con equilibri diversi all'ambiente che la circonda.
Architettura e natura prendono vita e fisionomia. Camerino trae dalla stretta interdipendenza tra la compattezza muraria tipico del suo nucleo urbano e l'aspra collina il senso di compiutezza tipico delle creature nate per un luogo, cresciute nell'attività e nella cultura plurisecolare di abitanti attenti e misurati, radicati nella propria città vogliosi di difendere a sé i propri valori. Il volto di Camerino ha il sapore delle cose amorosamente vissute. A nord congiunge la città allo spalto e al declivio collinare una fascia di pini; nella circonvallazione di levante è stato disarmonizzato il rapporto natura-architettura, prima vissuto nelle piante dell'orto botanico, con un lungo filone di alte abitazioni moderne.
A chi viene da Muccia, alta sulla rupe, la città si stringe a castello; a chi la segue a ovest e nord la linea curva si spezza, si allunga, sempre più placidamente avvinghiando i movimenti lenti della collina. Compatte le mura castellane nascono dal profondo; le abitazioni aprono poche file di finestre, rettangoli eguali d'ombra sul rosa del mattone, contro il verde dei pini e l'azzurro del cielo. Fino al monumento a Vitalini e a San Venanzetto ove le mura del castello si attenuano e nascono i borghi.
A chi viene da San Luca, l'antica cinta, dalla Rocca Borgesca a San Venanzetto, appena deturpata da poche costruzioni interne eterogenee, si allunga nella luce smorzata fino a San Venanzio. I borghi si fanno veramente città a chi viene da Torre di Beregna, adagiati a conca, dall'alto vertice del duomo a Coldibove, dalle Mosse fino all'orto botanico.
La cinta muraria abbracciò i borghi nel 1384: la via esterna per le Mosse, ripresa dall'ex ferrovia del tram, corre sui resti delle recinzioni; la porta Sancti Framus, ora chiamata arco di Vannucci, ne testimonia la potenza. Ma a chi viene da lontano appaiono solo le costruzioni rosa alte nel vertice e le case basse quasi cineree della conca.

## Storia

### Simboli

Gonfalone civico

Lo stemma della Città di Camerino è stato concesso con decreto del presidente della Repubblica del 28 luglio 2005.
(D.P.R. 28.07.2005 concessione di stemma e gonfalone)
Le tre casette stilizzate ricordano la suddivisione in terzieri della città.
Il gonfalone è un drappo di bianco con la bordatura di rosso.

### Onorificenze
La città di Camerino è tra le città decorate al valor militare per la guerra di liberazione, insignita della medaglia d'argento al valor militare per i sacrifici delle sue popolazioni e per la sua attività nella lotta partigiana durante la seconda guerra mondiale:

## Monumenti e luoghi d'interesse

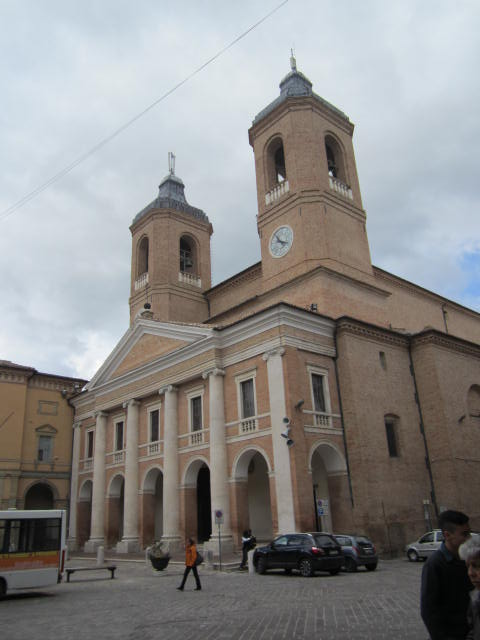
Il Duomo di Camerino

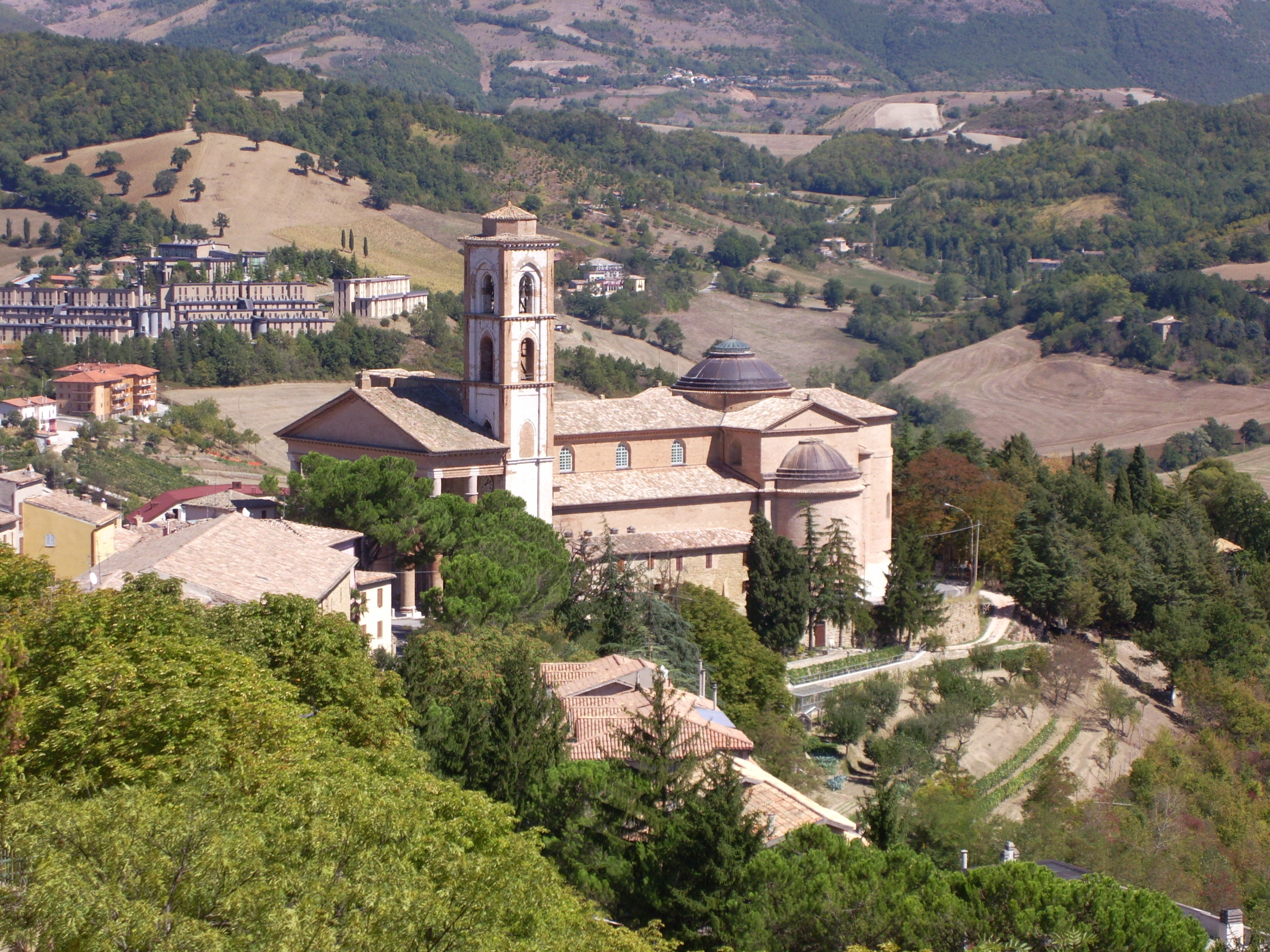
La basilica di San Venanzio

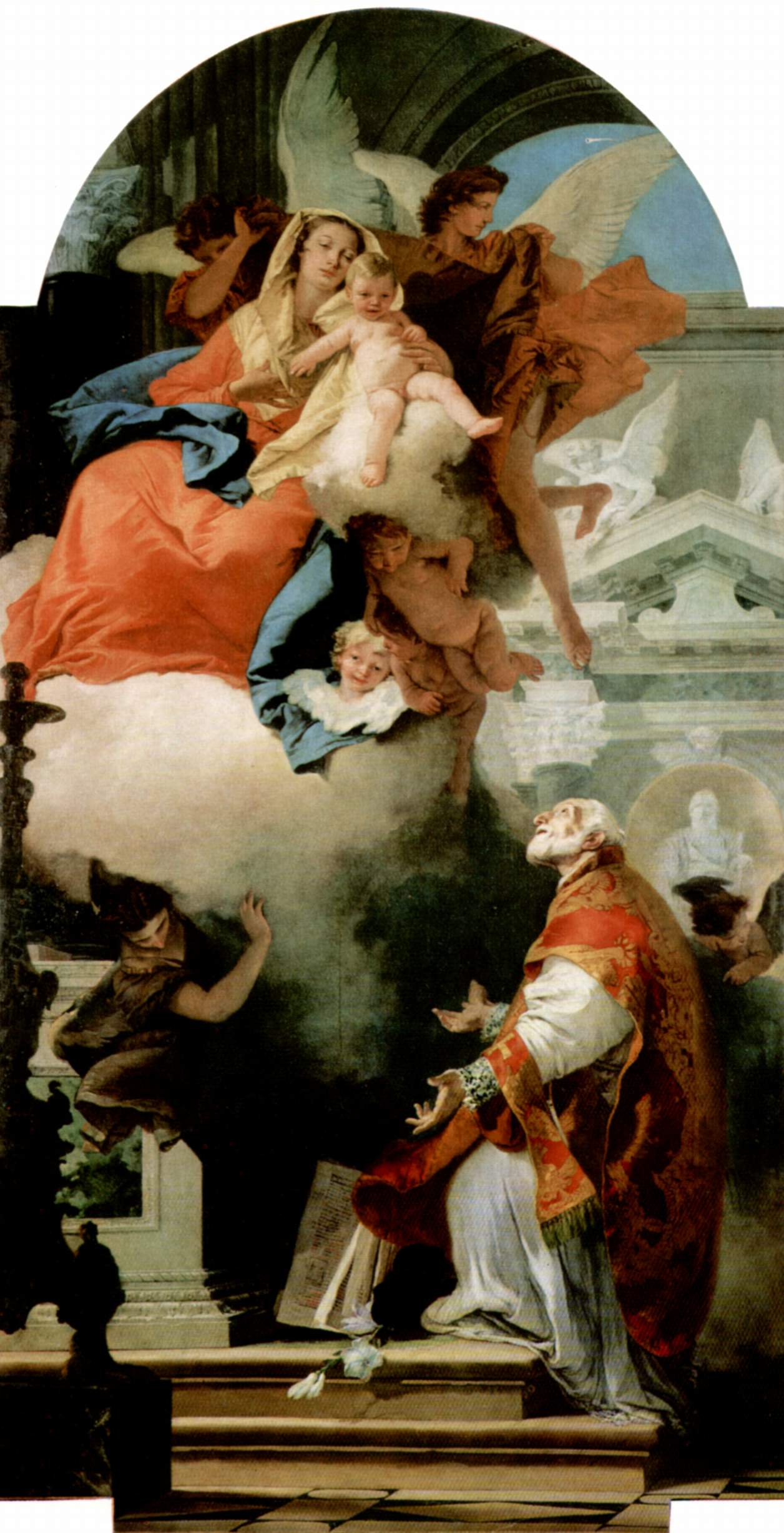
Madonna in Gloria col Bambino e San Filippo Neri, Pala del 1739-40 di G.B. Tiepolo nella chiesa di San Filippo Neri.

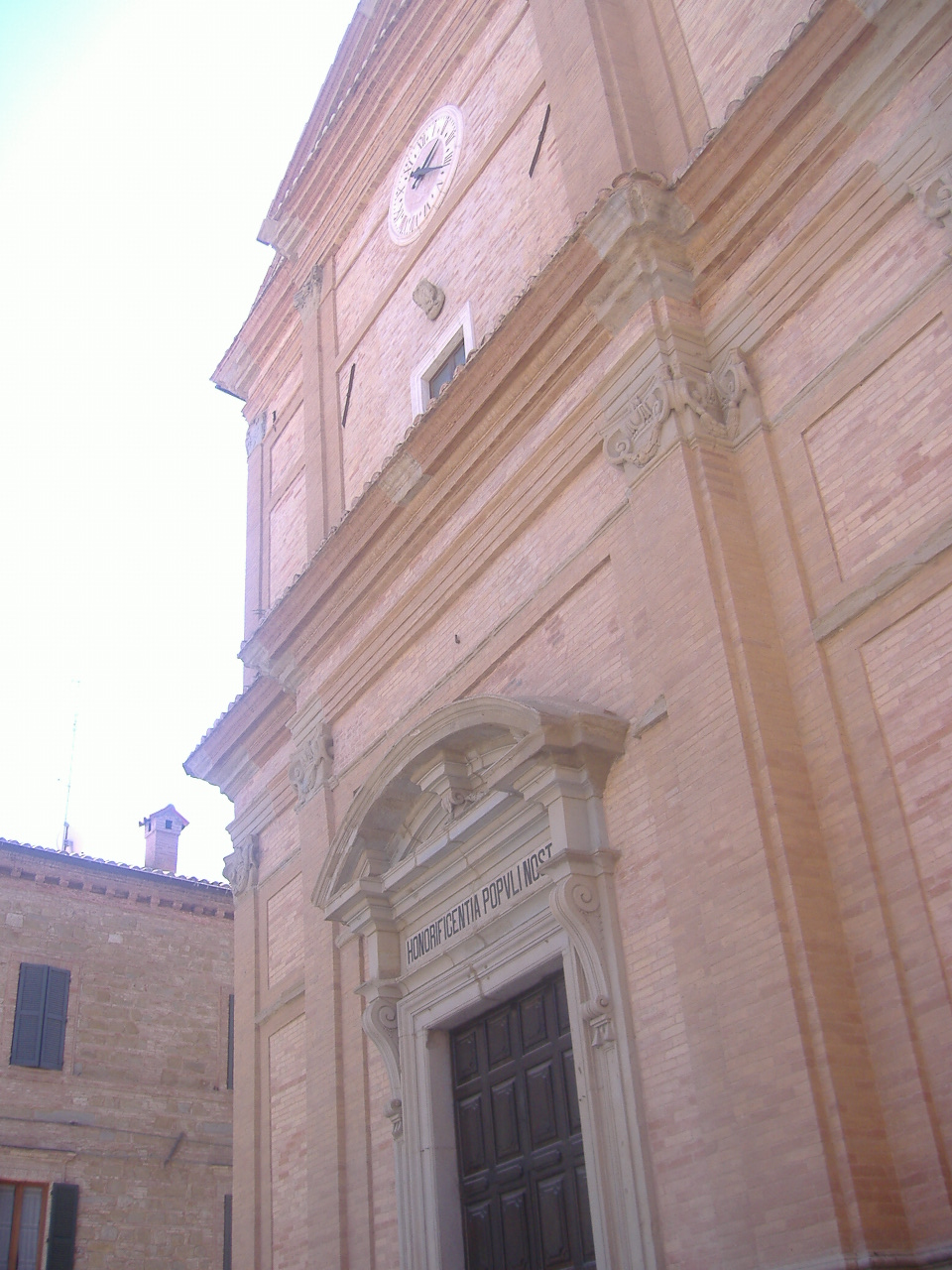
La chiesa di Santa Maria in Via

### Architetture religiose

#### Architetture religiose urbane
- Cattedrale di Camerino e duomo della città, opera di Andrea Vici e Clemente Folchi, è stato ricostruito nel primo Ottocento sul luogo dove sorgeva la Cattedrale romanico-gotica distrutta dal terremoto del 1799.[6]
- Basilica di San Venanzio. [7] Di notevole rilievo artistico è anche la chiesa patronale di San Venanzio, pregevole testimonianza di architettura tardo-gotica di cui si fanno ammirare le parti preservate dal terremoto del 1799 e dal rifacimento ottocentesco ad opera dell'architetto modenese Luigi Poletti, come la facciata e il campanile: soprattutto i particolari scultorei della prima (portale, rosone, lunetta - contenente Madonna col Bambino - due leoni su mensola) sono squisiti esempi di gotico fiorito. L'interno conserva una pala di Venanzo da Camerino e Piergentile da Matelica con la Sant’Anna Metterza tra san Gioacchino e san Giuseppe. La tavola, commissionata dal duca Giovanni Maria da Varano e dipinta nel 1518 per il Tempio della Santissima Annunziata, mostra una moderna, prospettica ambientazione architettonica della scena sacra ispirati agli esempi marchigiani di Marco Palmezzano e di Antonio Solario, in contrasto con il nostalgico ed un po' arcaico uso dell'oro per le vesti dei protagonisti, ispirato anche alla capacità di resa materica del Signorelli.[8] Nella cripta si trova la gotica Arca di San Venanzio. Nel novembre del 1950 papa Pio XII l'ha elevata alla dignità di basilica minore.[9][10]
- Ex Chiesa di San Francesco [11] ed Ex Convento di San Francesco. Dell'originaria chiesa romanico-gotica di San Francesco (XIII secolo), nonostante le mortificazioni dell'epoca barocca, si conserva l'alta abside poligonale con finestre tribolate, parti del portale e affreschi del primo Quattrocento. [12] La chiesa sconsacrata è di proprietà comunale in passato ha ospitato la pinacoteca civica, mentre l'ex convento di proprietà demaniale è stato utilizzato a partire dalla fine del XIX secolo come caserma e poi come carcere.
- Chiesa di San Filippo, [13] ed Ex Convento. [14] La chiesa di recente restaurata, fu costruita ad opera dei oratoriani nel 1733. L'interno in stile barocco è tagliato da due cappelle laterali e si conclude con il solenne altare maggiore. Nella cappella laterale dx adorna di stucchi è conservata la pala d'altare Apparizione della Vergine a San Filippo Neri di Giambattista Tiepolo, unica opera del pittore veneto presente nel Centro-Italia, riportata nel luogo originario dal Palazzo Vescovile dopo la riapertura del luogo di culto seguita ai restauri post sisma del 1997. Il convento dopo la demanializzazione è diventato sede di istituti scolastici e poi universitari.
- Chiesa di San Giacomo. [15][16]
- Chiesa di Santa Maria in Via (XVII secolo), [17] luogo di grande culto alla Madre Celeste ivi rappresentata da un'interessante icona (Madonna col Bambino, attribuita al Maestro di Camerino), che la leggenda vuole portata da crociati camerinensi, di ritorno da Smirne. Gravemente lesionata dal sisma del 1997, la chiesa, a pianta ellittica, dopo un lungo restauro era stata riaperta al pubblico nel novembre del 2006.
- Chiesa di Santa Maria Maria dei Servi [18] ed Ex Convento. [19]
- L'Ex Convento di San Domenico, comprendente la chiesa di San Domenico [20](ora aula Carlo Crivelli), la chiesa di San Sebastiano (ora aula San Sebastiano) e il chiostro medievale, è un grande complesso completamente restaurato, sviluppatosi tra il 1250 e il 1500. [21] Ospita la Pinacoteca e Museo civici, il Museo delle Scienze e l'Aula Magna di Unicam. Nella pinacoteca sono conservati numerosi affreschi e tavole dei più significativi esponenti della Scuola Pittorica Camerte: Arcangelo di Cola (inizi XV secolo), Girolamo di Giovanni e Giovanni Angelo d'Antonio (metà XV secolo) i cui dipinti a tempera su affresco (Edicola Malvezzi), su tavola (Annunciazione e Deposizione, Madonna in Trono col Bambino) e su tela (Madonna della Misericordia), sono tra le se opere più elevate ed interessanti, anche per l'evoluzione stilistica, sempre più vicina al mondo di Piero della Francesca. Il Museo raccoglie reperti archeologici del territorio dal paleolitico all'età moderna, collezioni numismatiche e una ricca riproduzione di epigrafi romane. È stata sede di alcune mostre sugli artisti rinascimentali che hanno attratto visitatori da tutta Italia ("Il Quattrocento a Camerino" nel 2002 e "Rinascimento scolpito" nel 2006).
- Tempio della Santissima Annunziata, opera di Rocco da Vicenza, fu costruito fra il 1493 ed il 1508 per volere di Giulio Cesare Varano al posto di una chiesetta più antica, Santa Maria dei Vignali.
- Monastero delle Carmelitane, progettato da Alberto Liberti nel 1965, ha quattro piani compreso il seminterrato e, ad angolo, sul piano antistante, la piccola chiesa. Fondate nel 1650 della Serva di Dio suor Eufemia Serarcangeli da Colle di Sentino.[22]
- Monastero di Santa Chiara fu acquistato nel 1483 da Giulio Cesare Varano che lo restaurò per la figlia Santa Camilla Battista.
- Ex Convento di Santa Caterina, [23] la ex chiesa, sconsacrata, venne costruita a partire dal 1618 su iniziativa della suora domenicana Giulia Piccolomini Cicarelli, per completare il monastero da lei fondato nel 1608, oggi fa parte dell'Archivio di Stato di Camerino, del quale è auditorium e sala mostre. L'interno è decorato da stucchi e da decorazioni pittoriche, con stupende cantorie corredate di balaustre in legno dorato. L'Ex Convento invece ospita dipartimenti della locale università oltre che parte dell'Archivio di Stato.[24][25]
- Ex Chiesa di San Carlo e Ospizio. [26] [27]La Chiesa di San Carlo, con splendido interno barocco e cantoria con organo venne danneggiata dal crollo del sovrastante campanile durante il terremoto del 1997. L'edificio ingloba nella muratura perimetrale elementi architettonici preesistenti di origine tre-quattrocentesca, la chiesa di S. Carlo è stata sconsacrata nel XX secolo ed utilizzata in passato dall'Istituto Tecnico Antinori, trasferitosi nell'attiguo ex-ospizio come sede fino al 1997, quale palestra scolastica. Dal 2015 il complesso è stato la sede del Palazzo della Musica e dell' Istituto musicale Nello Biondi.
- Oratorio di San Giovanni in Peschieria, ubicato dietro San Filippo, restaurato dopo il sisma del 1997 con la rimozione della torre piezometrica ospitata fino ad allora per qualche decennio al suo interno di vaga ispirazione borrominiana.

#### Architetture religiose extraurbane
- Chiesa della Madonna delle Carceri, [28] [29] situata fuori Porta Boncompagni, nella "contrata carcerum" dove si trovava un'immagine mariana molto venerata per la guarigione miracolosa di uno storpio avvenuta nel 1581. A seguito di essa, il vescovo Gerolamo Bovio decise di costruire una chiesa che la custodisse, su disegno di Ottavio Mascherino, che realizzò un edificio a pianta centrale, frequente per i santuari mariani, coperto con un tetto forse a sostituzione di una cupola non costruita, e dotato di un portico su pilastri su una scalinata.[30]
- Convento dei padri Cappuccini (Camerino). [31] [32] Sito in località Renacavata, il convento rappresenta la culla dei frati Cappuccini; fu infatti qui che il famoso ordine monastico ebbe origine. La costruzione del convento fu autorizzata, tramite bolla del 3 luglio 1528, da Papa Clemente VII per intercessione di sua nipote Caterina Cybo Varano, rimasta colpita dallo spirito di sacrificio dimostrato dai francescani Ludovico e Raffaele Tanaglia nel curare gli appestati dell'epidemia del 1527. Il convento dopo la sua ultimazione (1531), non ha mai smesso, ad eccezione del periodo napoleonico, di ospitare i componenti dell'Ordine dei Frati Minori Cappuccini. All'interno della chiesetta annessa al convento si registra la presenza di due interessanti opere: una grande maiolica raffigurante la Vergine col Bambino e i santi Francesco e Agnese, la cui paternità è contesa tra fra' Mattia della Robbia e Santi Buglioni (1494 – 1575), e un tabernacolo ligneo datato 1686, che viene attribuito a frate Liberato da Macerata. Le mura del convento ospitano il Museo storico dei Cappuccini, dov'è possibile ammirare vari oggetti provenienti da tutta la regione e legati alla vita dei Francescani.

### Architetture civili
- Ospedale di Santa Maria della Pietà[33], nato nella seconda metà del Quattrocento dall'accorpamento dei più antichi, numerosi ospedali, voluto da Giulio Cesare da Varano, signore della città a quel tempo.
- Palazzo Ducale, (ora sede dell'Università degli Studi di Camerino, Facoltà di Giurisprudenza) è stato completato nel secondo Quattrocento da Giulio Cesare da Varano con il grande quadriportico in limpida architettura rinascimentale.
- Palazzo Arcivescovile, [34] a portici, di forme rinascimentali, è stato eretto nel secondo Cinquecento. All'interno è ospitato il Museo Diocesano, comprende una notevole raccolta di dipinti, sculture, argenterie, ceramiche e arredi sacri, provenienti dalle chiese del territorio: il Trittico, su tavola, di Girolamo di Giovanni: Crocifisso, Addolorata e San Giovanni Evangelista, ai lati, Arcangelo Michele e San Giovanni Battista; il San Sebastiano del Boccati (1446); l'Annunciazione di Luca Signorelli.[35]
- Palazzo Bruschetti - Castelli. Appartiene all'università ed è sede di dipartimenti e di biblioteche universitarie. [36] [37]
- Palazzo Foschi - Battibocca. Appartiene all'università. [38]
- Palazzo Pierbenedetti. [39]
- Palazzo Bandini. [40]
- Palazzo comunale Bongiovanni [41]
- Palazzo Giori. [42]
- Palazzo delle Esposte [43]
- Villa Zucconi [44]

### Architetture militari
- Castello di Statte. [45]
- Rocca di Sentino. [46]

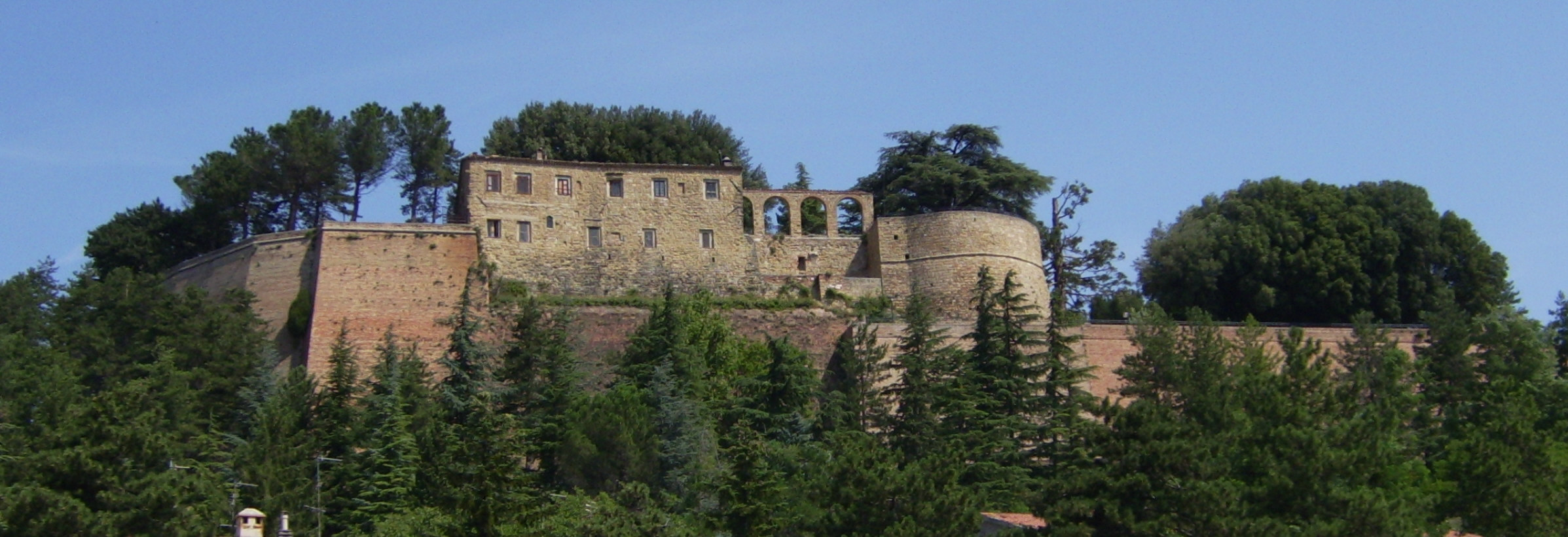
La Rocca del Borgia

- La Rocca Borgesca, o Rocca dei Borgia, è un'imponente costruzione fatta erigere da Cesare Borgia su disegno di Ludovico Clodio nel 1503 per controllare la città dal versante sud-ovest: i torrioni cilindrici e il possente mastio sono begli esempi di architettura militare del primo Rinascimento.

- Mura di Camerino.[47]

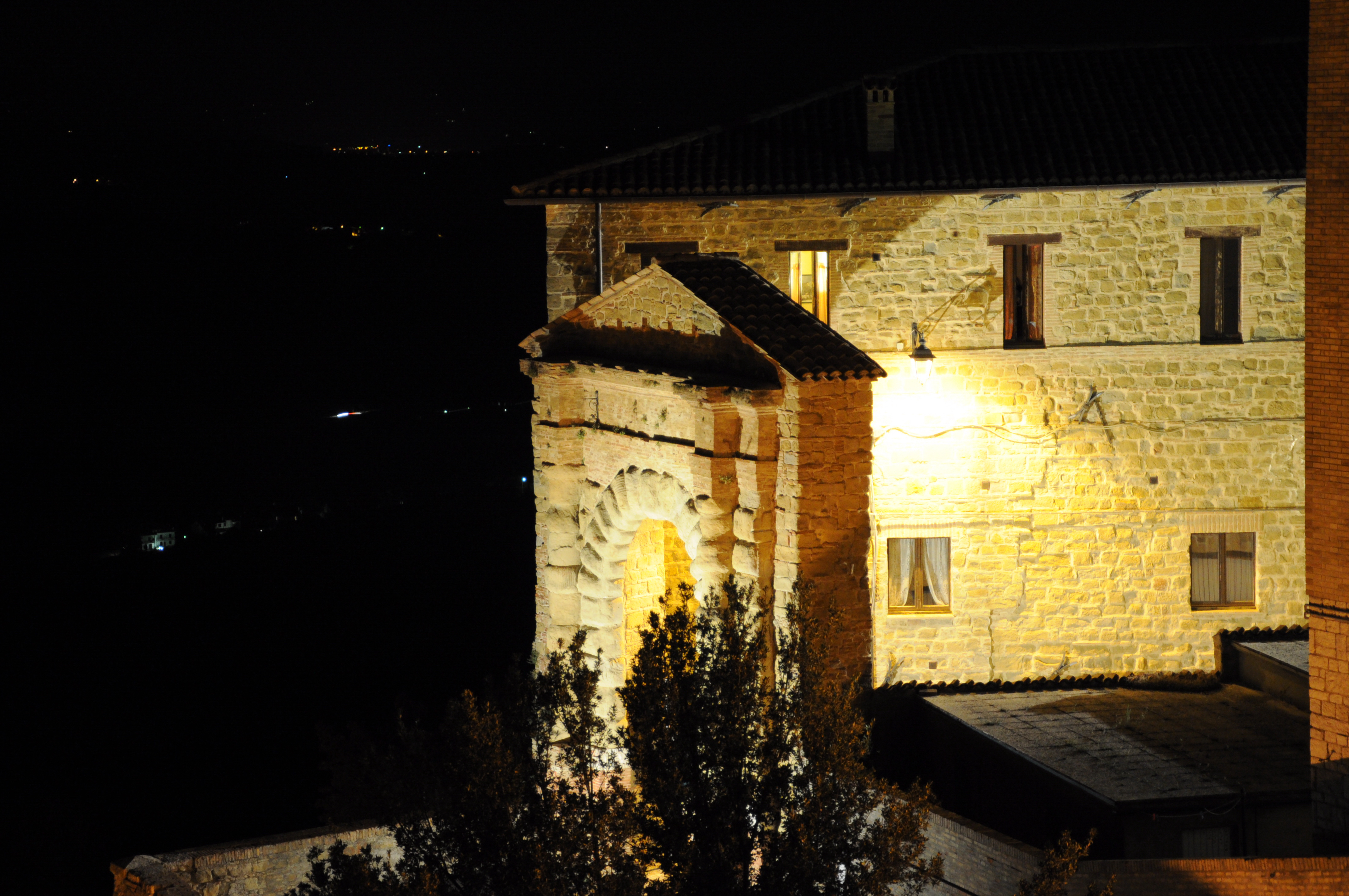
La Porta Malatestiana

- Le Porte, permettevano l'ingresso e l'uscita dei cittadini perché la città era cinta di mura molto antiche, allargate nel 1380 da un grande costruttore, Giovanni Varano. Poiché nel corso del tempo le mura e le strade si sono trasformate non è facile individuare il numero di porte esistenti all'epoca:
  - Porta Malatestiana, [48] così chiamata dal duca Giovanni Maria da Varano nel 1511 quando la madre, Giovanna Malatesta, morì.
  - Porta Caterina Cibo, in onore della duchessa di Camerino Caterina Cybo, moglie di Giovanni Maria da Varano. [49]
  - Porta Boncompagni, è la più recente di tutte e dedicata al nipote di Gregorio XIII, castellano di Camerino. [50]
- Torre del Parco. [51] [52]

### Altro

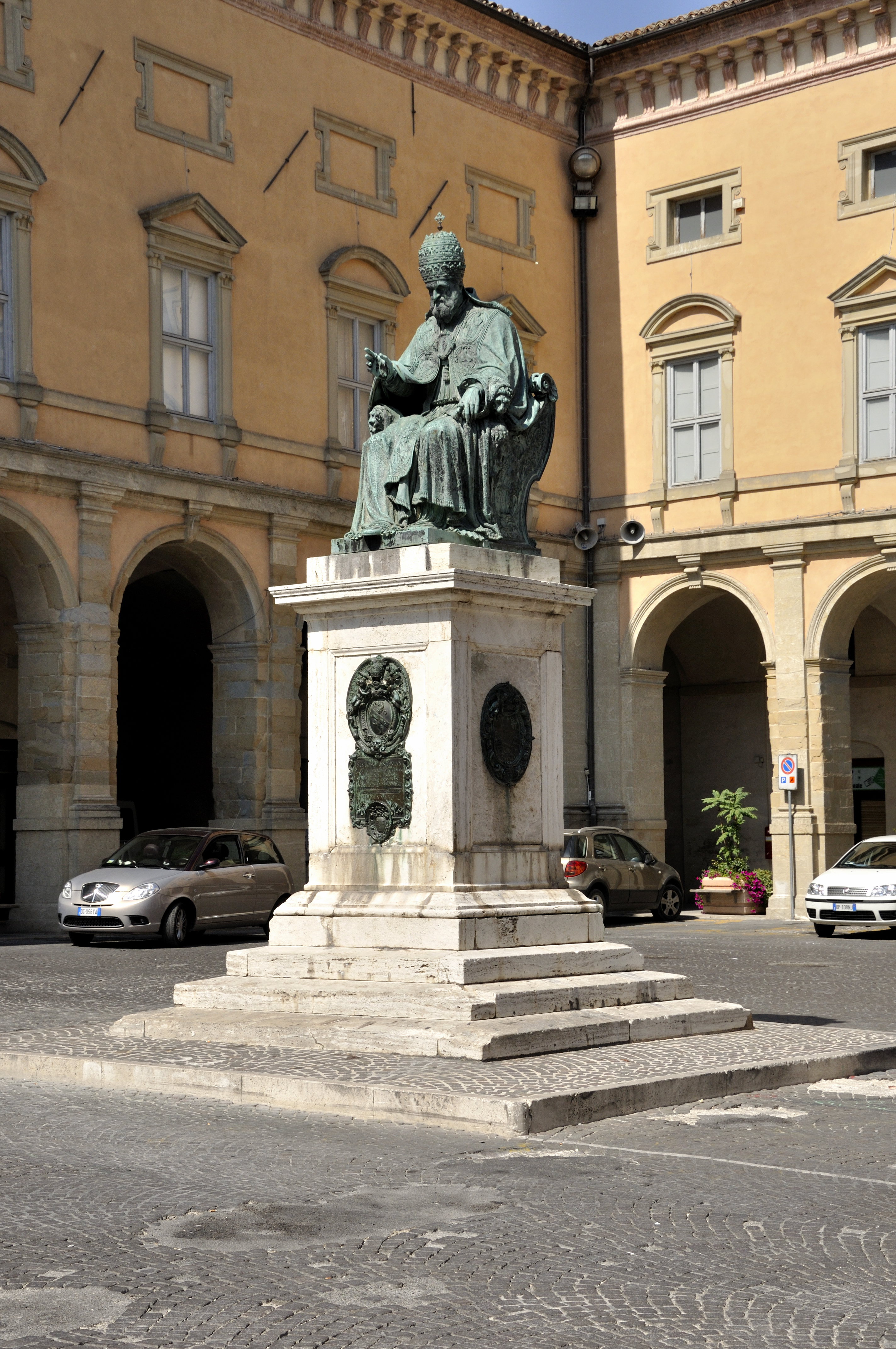
La statua dedicata a Papa Sisto V in Piazza Cavour

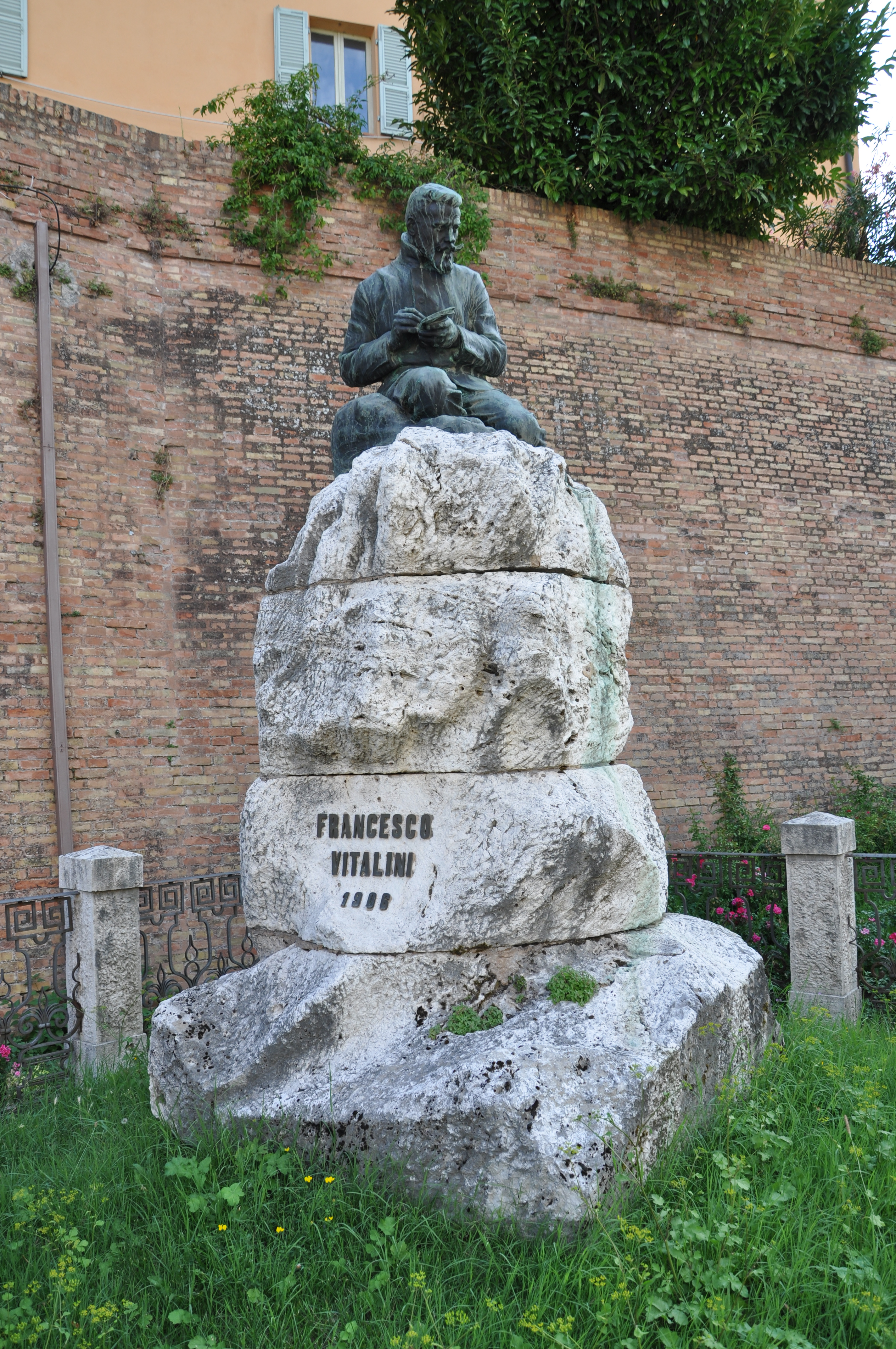
Statua dedicata a Francesco Vitalini

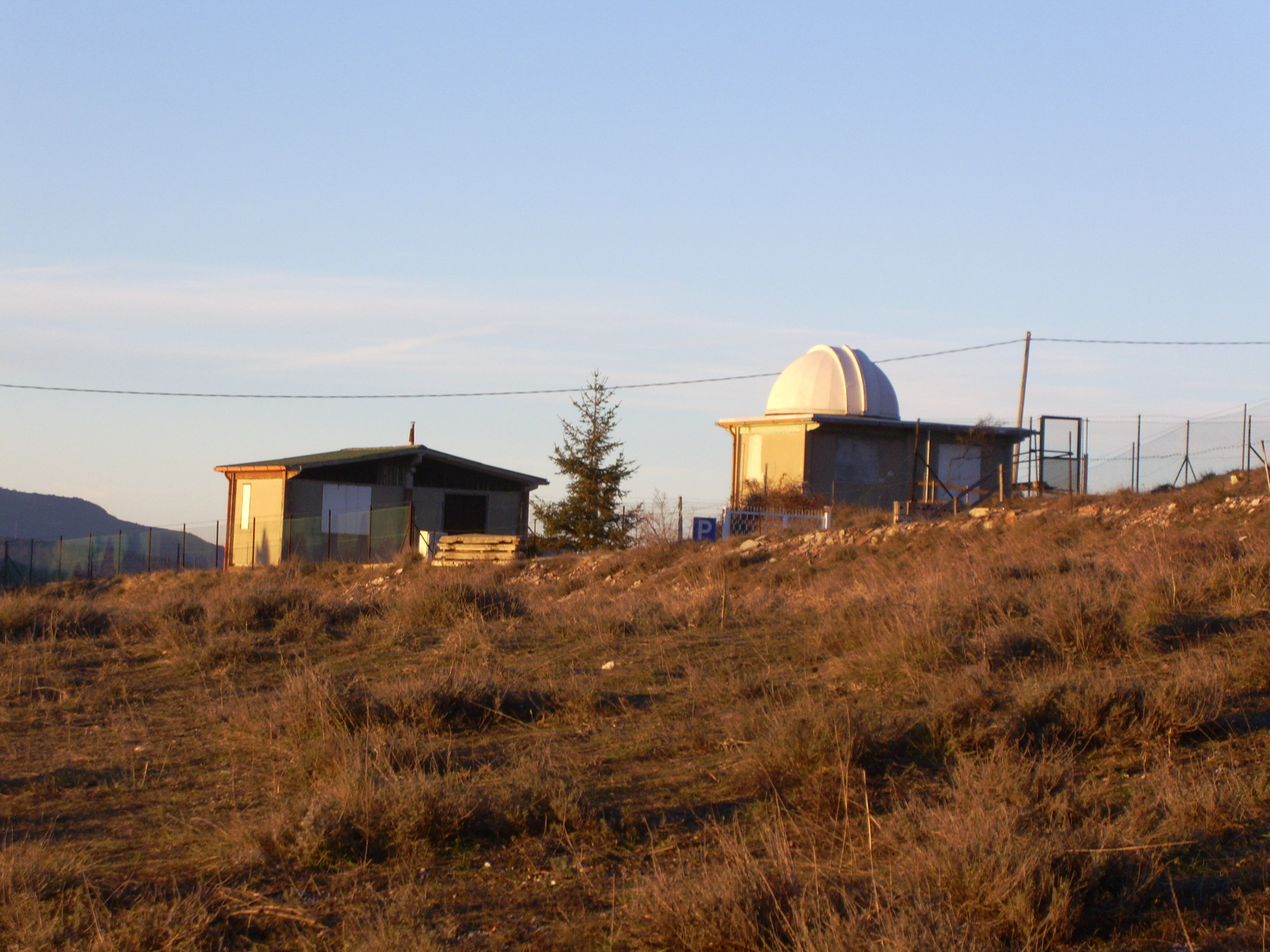
Osservatorio astronomico

- Corso Vittorio Emanuele II, l'Arengo della toponomastica storica, divenuto poi corso Vittorio Emanuele II, attrae per la comoda passeggiata pomeridiana per i negozi che ininterrottamente a destra e a sinistra invitano a osservare e acquistare.
- La Giudecca, il ghetto ebraico è tuttora riconoscibile nelle case basse e povere, nelle stradine più anguste e tortuose del vecchio tessuto urbano. Il quartiere non ebbe bisogno di essere mai circoscritto da muro perché le case, ancora quasi tutte inalterate, serrate le une alle altre, non permettevano facili comunicazioni con il resto della città. Le porte e le finestre si aprivano solo all'interno del quartiere. Limiti precisi erano fissati ai commercianti ebrei di operare in altre zone. Per i Varano gli ebrei dovevano avere una grande importanza nella vita economica: per esempio i prestiti per le numerose campagne di guerra, le ingenti quantità di grano portate a Camerino, specie in tempo di carestia.
- Piazza Cavour, la Cattedrale, il palazzo vescovile, un edificio privato e il Palazzo Ducale separati con discrezione da vie ed archi per comunicare con le adiacenze e la città formano Piazza Cavour. Una volta si chiamava Piazza Santa Maria Maggiore per distinguerla da Santa Maria in Via: il popolo continua a chiamarla Piazza del Duomo. Nata con le esigenze rinascimentali dei signori prima e dei vescovi poi, la piazza ha subito ritocchi agli inizi dell'Ottocento, con la nuova Cattedrale e la Statua di Sisto V al centro. La cattedrale della città di Camerino è il Duomo, ricostruita dopo il terremoto del 1700, continua ad essere la cattedrale della città dai tempi della signoria Da Varano.
- Piazza Garibaldi, già dedicata ad Agnolo Camerte, ma ancora nel linguaggio comune Piazzetta o Piazza Sant'Angelo, per la chiesa e convento omonimo una volta benedettino e quindi francescano. La chiesa in questione fu demolita e sostituita negli anni trenta con il cinema ora dedicato a Ugo Betti con sotto un mercato coperto e, a fianco, i locali in cui durante il periodo fascista si trovava la casa del fascio, di cui è tuttora evidente la torre, ora adibita ad albergo. Sono in corso scavi archeologici che stanno portando alla luce strutture attribuibili all'antico foro romano cittadino.
- Statua di Sisto V. Opera di Tiburzio Vergelli e collaboratori fu decretata dal consiglio comunale non appena Sisto V, che già era cittadino onorario e protettore di Camerino, fu eletto Papa nel 1585. Questa statua ha subito il furto di due medaglioni che la adornavano, il "Medaglione della Tranquillità" e il "Medaglione dell'Ilarità". Nel 2012, i medaglioni rimasti sono stati tolti ed installate delle stampe fotografiche dei tali.
- Statua dedicata all'incisore marchigiano Francesco Vitalini.
- Osservatorio astronomico CrabNebula, fondato nel 1993 e dotato di un telescopio riflettore del diametro di 40 cm.[53]

## Società

### Evoluzione demografica
Abitanti censiti

### Istituzioni, enti e associazioni
A Camerino ha sede la Unione montana Marca di Camerino

## Cultura
Oltre alla celebre università, la città possiede altri centri di cultura come teatri e musei.

### Teatri
- Cine Teatro Comunale "Ugo Betti"

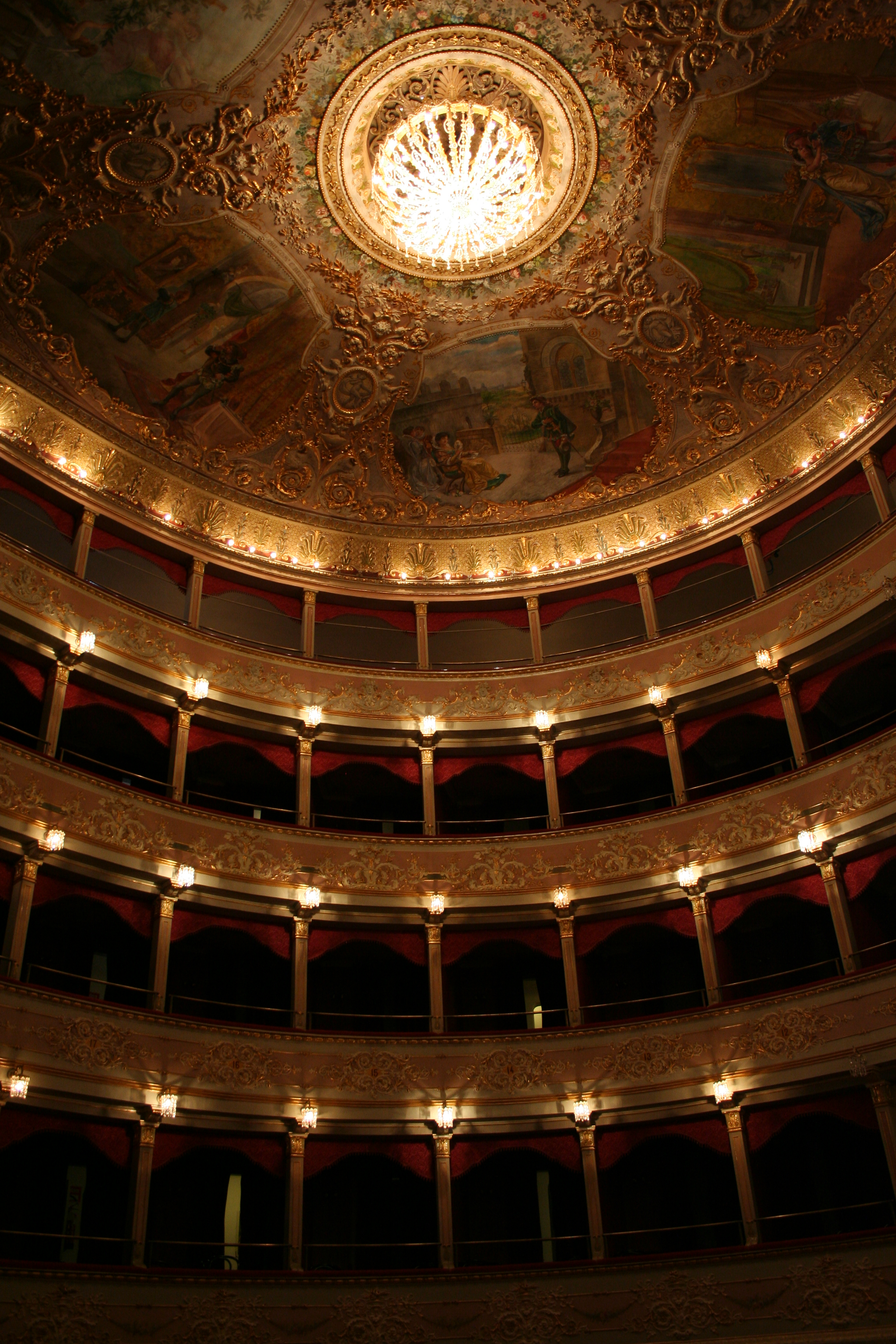
Teatro "Filippo Marchetti"

- Teatro "Filippo Marchetti"[55]. Uno dei più noti direttori d'orchestra dell'Ottocento che onorò il podio del Filippo Marchetti di Camerino nel maggio-giugno del 1893 il M° Antonino Palminteri per la prima de L'amico Fritz di Pietro Mascagni.[56].

### Musei
- Pinacoteca e musei civici di Camerino,in cui si conserva, tra altre opere, uno stendardo bifronte di Venanzio da Camerino e Piergentile da Matelica raffigurante la Madonna col Bambino nel recto e San Venanzio nel verso, ancora nella sua cornice originale che ne fa il più integro stendardo marchigiano, databile forse agli anni venti del Cinquecento e proveniente dall'Ospedale di Santa Maria della Pietà.[57]
- Museo diocesano Giacomo Boccanera, che conserva numerose opere d'arte, di artisti locali come Olivuccio di Ciccarrello, Giovanni Boccati, Giovanni Angelo D’Antonio, ma anche di altri artisti come Luca Signorelli. Di quest'ultimo è una tavola con la Annunciazione ed il Martirio di San Sebastiano, dipinta nel 1493 - 94 circa per l'Oratorio del Santissimo Crocifisso di Pioraco. La tavola, sormontata da un frontone triangolare con il Padre Eterno benedicente tra Angeli, si presenta nella sua cornice originale aperta al centro in una nicchia centinata che ospitava un'immagine miracolosa dipinta da Arcangelo di Cola.[58] La collezione conserva anche opere dei secoli successivi, fra le quali spiccano quelle di Giuseppe Chiari e di Francesco Trevisani.
- Museo storico cappuccino
- Orto botanico
- Museo di scienze naturali

### Eventi
- La corsa alla spada e palio è una rievocazione storica della fine del XV secolo che si svolge dal 1982 in occasione delle feste del santo patrono San Venanzio martire. La manifestazione ha luogo tra la settimana antecedente il 18 maggio e il 2 giugno. La corsa, solitamente, si svolge la domenica successiva la festa del patrono[59].
- Giugno/Luglio: Musicamdo Jazz Festival e Premio Internazionale Massimo Urbani
- Agosto: Camerino Festival - Rassegna Internazionale di Musica e Teatro da Camera

## Economia

### Agricoltura
L'agricoltura è sufficientemente sviluppata: si pratica principalmente la coltivazione di girasole e frumento  e l'allevamento di bovini.

### Artigianato
Tra le attività economiche più tradizionali, diffuse e attive vi sono quelle artigianali, come la realizzazione di stoffe di lana e di cotone.

### Terziario
L'economia di Camerino è strettamente legata all'università che dà direttamente lavoro, in sede, a oltre 1000 persone tra docenti e personale tecnico-amministrativo. Importante è anche l'indotto grazie alla presenza di numerosi studenti, anche se a partire dal terremoto del 1997 si è accentuato il fenomeno del pendolarismo.

## Geografia antropica

### Terzieri
Terziero di Muralto
Il nome Muralto, "muro alto" deriva dalla rupe fortificata sulla quale Cesare Borgia, nel Cinquecento durante il suo breve dominio sul ducato, fece erigere a offesa della città una rocca poi conquistata dai signori di Camerino.
Il territorio di questo terziero comprende la parte sud-ovest della città con le contrade di Morrotto e Cisterna che si spingono fin nel cuore del centro storico. A queste ultime si è aggiunto successivamente il quartiere delle Conce - Vallicelle.
Cinque spighe di grano su campo azzurro sono il suo stemma; lo stendardo è caratterizzato dai colori bianco e azzurro a fasce verticali, bordate di giallo, con lo stemma al centro. 
Terziero di Mezzo
Il territorio di questo terziero occupa la parte centrale dell'antico tessuto urbano. Ospita alcuni dei più significativi monumenti della città: dal Palazzo Ducale, alla Cattedrale, al Palazzo Arcivescovile.
Il suo stemma, precedentemente composto da un fuoco ardente in campo verde-nero, a seguito di più approfondite ricerche d'archivio è stato sostituito con quello di un ceppo legato in mezzo, in equilibrio su fondo chiaro con banda verde recante la scritta "Medium".
Lo stendardo è un vessillo con i colori verde e nero disposti in fasce verticali, bordate di giallo, con stemma al centro.
Terziero di Sossanta
Il territorio di questo terziero si estende alla parte nord-est della città compresa fra la Cattedrale fino al Borgo San Venanzio, dove si trova la Basilica del Santo Patrono. In epoca moderna si sono aggiunti alcuni dei nuovi quartieri sorti al di fuori della cinta muraria ed ubicati nella stessa direzione.
Il nome Sossanta, derivato dal termine sub sancta, al di sotto della Cattedrale, è indicativo di questa posizione.
Stemma distintivo del terziero è una colomba bianca sopra tre monticelli color ocra su fondo rosso.
Lo stendardo è un vessillo con i colori bianco-rossi disposti in fasce verticali, con stemma al centro.

### Frazioni
Agnano, Arcofiato, Arnano, Campolarzo, Canepina, Capolapiaggia, Casale, Caselle, Cignano, Colle Altino, Costa San Severo, Letegge, Leteggiole, Mecciano, Mergnano Sant'Angelo, Mergnano San Pietro, Mergnano San Savino, Mistrano, Morro, Paganico, Palentuccio, Paterno, Perito, Pian d'Aiello, Pianpalente, Piegusciano, Polverina, Pontelatrave, Ponti, Pozzuolo, Rocca d'Aiello, Sabbieta Alta, San Luca, San Marcello, Santa Lucia, Sant'Erasmo, Sarigliano, Sentino, Selvazzano, Sfercia, Statte, Strada, Torrone, Tuseggia, Valdiea, Valle San Martino, Valle Vegenana, Varano.

## Infrastrutture e trasporti

### Strade
La cittadina è collegata principalmente dalla SS 77 (collegamento est-ovest da Civitanova Marche a Foligno) con lo svincolo "Camerino" e dalla Strada statale 256 Muccese (collegamento nord-sud). 
Altra arteria, in costruzione ma aperta in alcuni tratti, che collegherà da nord a sud l'interno della regione Marche e attraverserà il comune di Camerino è la Pedemontana delle Marche.

### Ferrovie
La cittadina è servita dalla Stazione di Castelraimondo-Camerino, situata a Castelraimondo ed è posta sulla linea Civitanova Marche-Fabriano.
Dal 1906 al 1956 era attiva la ferrovia Camerino-Castelraimondo lunga 11,5 chilometri ed esercitava  con elettromotrici tranviarie che univano la città con la stazione ferroviaria di Castelraimondo. Si trattava di una linea dalle caratteristiche peculiari, che si insinuava fra le case del borgo e i cui impianti, la stazione di Camerino San Domenico con annesso deposito-officina e la rimessa presso il capolinea di Piazza Cavour, erano ricavati all'interno di edifici religiosi.

## Amministrazione
| Periodo         | Periodo         | Primo cittadino     | Partito                              | Carica                  | Note   |
| --------------- | --------------- | ------------------- | ------------------------------------ | ----------------------- | ------ |
| 22 giugno 1985  | 20 luglio 1990  | Emanuele Grifantini | Democrazia Cristiana                 | Sindaco                 | [ 62 ] |
| 21 luglio 1990  | 24 gennaio 1994 | Emanuele Grifantini | Democrazia Cristiana                 | Sindaco                 | [ 62 ] |
| 21 marzo 1994   | 23 aprile 1995  | Enzo Fanelli        | Democrazia Cristiana                 | Sindaco                 | [ 62 ] |
| 24 aprile 1995  | 13 giugno 1999  | Enzo Fanelli        | Città sul Monte (Centro)             | Sindaco                 | [ 62 ] |
| 14 giugno 1999  | 12 giugno 2004  | Mario Giannella     | Uomini Insieme (Centro-sinistra)     | Sindaco                 | [ 62 ] |
| 13 giugno 2004  | 7 giugno 2009   | Enzo Fanelli        | Città Sul Monte (Centro)             | Sindaco                 | [ 62 ] |
| 8 giugno 2009   | 25 maggio 2014  | Dario Conti         | Camerino storia e futuro             | Sindaco                 | [ 62 ] |
| 26 maggio 2014  | 26 maggio 2019  | Gianluca Pasqui     | Insieme per crescere (centro-destra) | Sindaco                 | [ 62 ] |
| 27 maggio 2019  | 1 febbraio 2022 | Sandro Sborgia      | Ripartiamo                           | Sindaco                 | [ 62 ] |
| 2 febbraio 2022 | 12 giugno 2022  | Paolo De Biagi      |                                      | Commissario prefettizio | [ 64 ] |
| 13 giugno 2022  | in carica       | Roberto Lucarelli   | Camerino insieme                     | Sindaco                 | [ 62 ] |

### Gemellaggi
- Premolo, dal 2017[65]
- Agna, dal 2018[66]

## Sport
Hanno sede nel comune le società di calcio A.S.D. Camerino 1926 e Nova Camers, che hanno disputato campionati dilettantistici regionali. Per quanto riguarda il calcio a 5 è presente la società CUS Camerino C5 militante in Serie D.